# Harlan (Iowa)
Pour les articles homonymes, voir Harlan.
La ville américaine de Harlan est le siège du comté de Shelby, dans l’État de l’Iowa. Elle comptait 5 282 habitants lors du recensement de 2000.

## Histoire
La ville a été nommée en hommage à James Harlan, qui fut sénateur de l’Iowa.

## Source
- (en) Cet article est partiellement ou en totalité issu de l’article de Wikipédia en anglais intitulé « Harlan, Iowa » (voir la liste des auteurs).